# Rogallo-Flügel

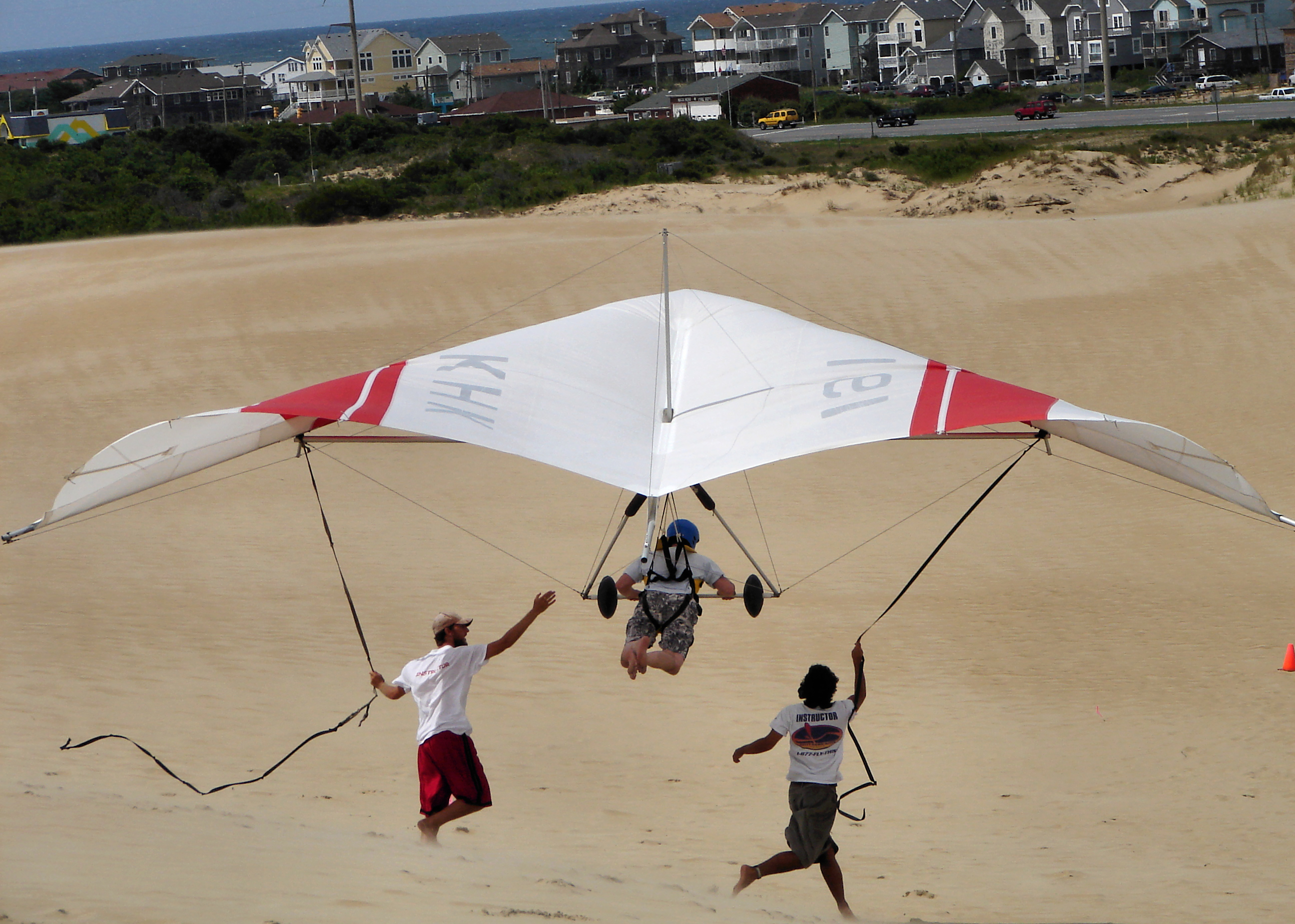
Übungs-Hängegleiter in Rogallo-Bauweise

Der Rogallo-Flügel gehört zu der Gruppe der flexiblen Tragflächen und wurde im Jahr 1948 von dem Ehepaar Rogallo erfunden.

## Aufbau
Der Rogallo-Flügel besteht aus zwei parallel angeordneten halbkegelförmigen Flächen, die in Flugrichtung ausgerichtet sind. Abhängig von den im Flug gewünschten Fluggeschwindigkeiten sind die Kegel entweder weit geöffnet für geringe Geschwindigkeiten oder die Kegel sind schmal, wenn große Geschwindigkeiten erreicht werden sollen.
Die flexiblen Tragflächen bieten den großen Vorteil, dass sie weniger anfällig für Turbulenzen sind, da sie diese sanft abfedern. Des Weiteren ergibt sich aus der Flexibilität ein Vorteil bezüglich der Längsstabilität, weil das Flügelende nachgiebig ist. Somit ist ein Leitwerk nicht mehr zwingend für eine gute Längsstabilität nötig.

## Verwendung

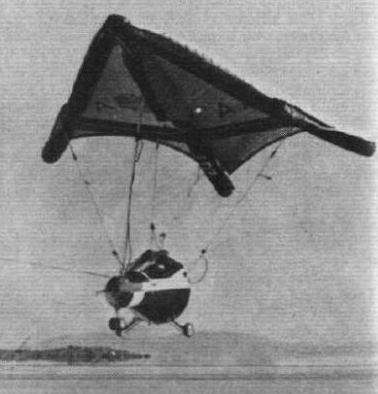
Rogallo-Gleiter testweise als Landeapparat für Gemini-Raumkapsel

Anfang der 1960er Jahre greifen Barry Palmer und John Dickenson unwissend voneinander die Idee der Rogallo-Flügel auf. Eine praktische Anwendung fand das Konzept bei dem Experimentalflugzeug Ryan Flex Wing, das im Auftrag der US-Army entwickelt wurde. Auch in der Raumfahrt sollte der Rogallo-Flügel als Rückkehrsystem für die Gemini-Weltraumkapsel Verwendung finden. Jedoch fand sich später im Jahre 1964 eine andere Möglichkeit der Rückholung mithilfe von Rundkappenfallschirmen.
Am 18. Mai 1987 und am 7. Juli 1988 überwanden, jeweils nachts, Flüchtlinge aus der Tschechoslowakei mit einem selbstgebauten Rogallo-Flügel den Eisernen Vorhang und landeten in Österreich.
Heutzutage finden Rogallo-Flügel, neben den klassischen Rundkappen, Verwendung als steuerbare Rettungssysteme für Gleitschirmflieger.

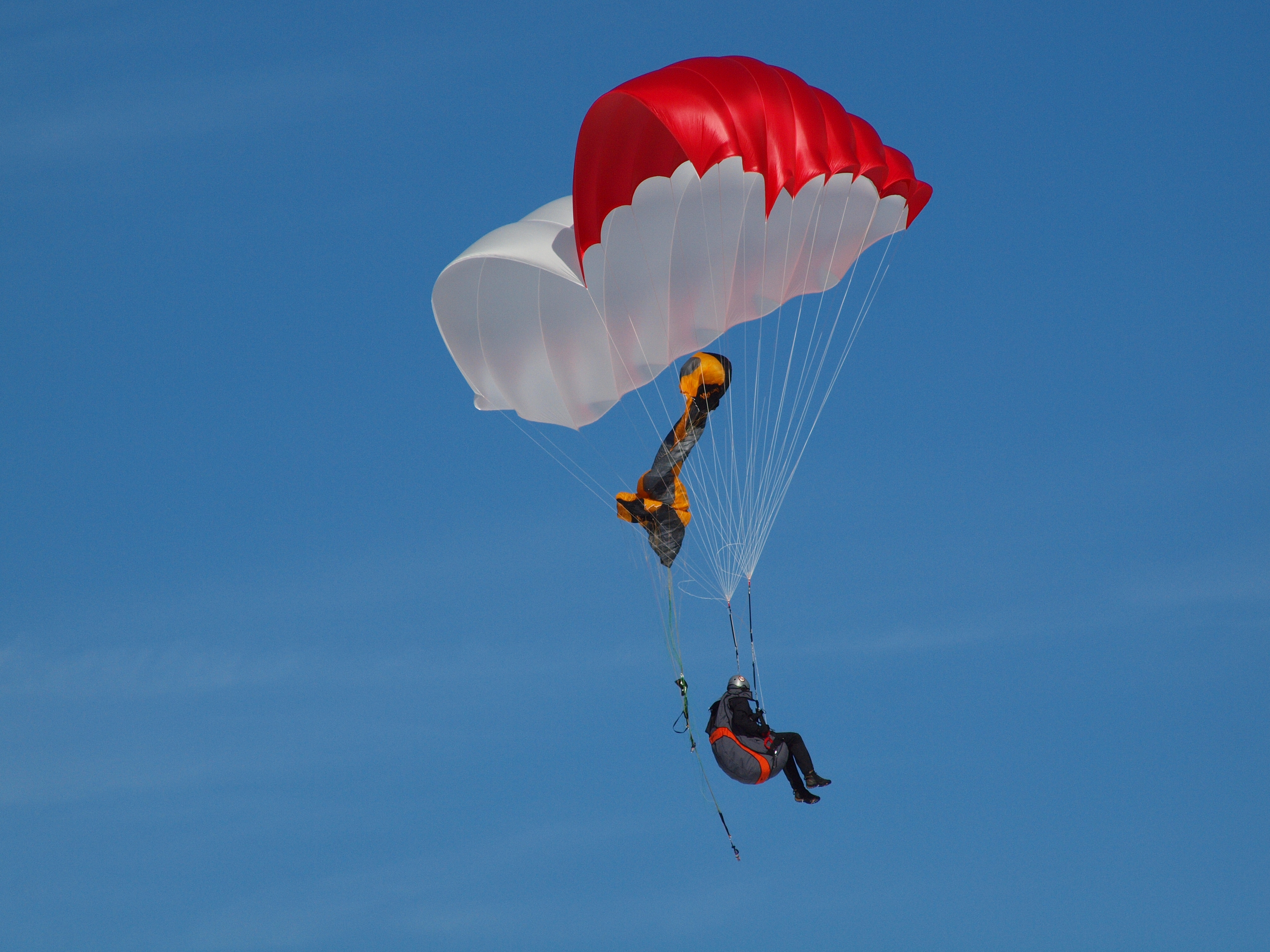
Rogallo-Rettungsschirm. Im Hintergrund der abgetrennte Gleitschirm.

## Steuerung
Der Rogallo-Flügel wird gewichtskraftgesteuert, das heißt, durch die Verschiebung des Schwerpunktes sowohl vor- und rückwärts als auch seitwärts gelingt es Richtungsveränderungen vorzunehmen. Die üblichste Form durch Verlagerung des Schwerpunktes zu fliegen war, indem man sich auf zwei parallele Stangen mit den Unterarmen abstützte.

## Videos
- https://www.youtube.com/watch?v=sswv4WUi0aY&feature=related